# Andrea Brogioni
Andrea Brogioni (Firenze, 29 gennaio 1968) è un ex pallavolista italiano.
Ex giocatore, palleggiatore di 194 cm, inizia la carriera a Firenze in A2 nel 1984/85 e la termina dopo 20 stagioni di serie A, nel 2004/2005 a Parma.
Al termine della sua attività agonistica inizia a collaborare con la Lega Pallavolo serie A dove tra l'altro, ha condotto il programma televisivo settimanale "Volley Time".
Per quattro anni tiene una rubrica personale settimanale sul Resto del Carlino Bologna denominata: "La battuta del Capitano".
Commentatore tecnico televisivo (SnaiSat, Sky, SportItalia), dal 2007 al 2010 entra a far parte dello staff tecnico della nazionale Finlandese allenata da Mauro Berruto ricoprendo il ruolo di secondo allenatore. Al termine dell'esperienza finnica lo stesso staff si sposta alla Lube Banca Marche Macerata dove, nel 2010, conquista la Challenge Cup.
Nello stesso anno arriva la chiamata della Nazionale Italiana maschile Seniores dove ricopre il ruolo di secondo allenatore sino al 2014.
In maglia azzurra ha conquistato:
- 2011 medaglia d'argento ai Campionati Europei di Vienna
- 2012 medaglia di bronzo ai Giochi Olimpici di Londra
- 2013 medaglia di bronzo alla Final Six di World League in Argentina
- 2013 medaglia di argento ai Campionati Europei di Copenaghen
- 2013 medaglia di bronzo alla World Grand Champions Cup in Giappone
- 2014 medaglia di bronzo alla Final Six di World League in Italia

Nell'estate del 2015 fa parte dello staff tecnico della nazionale maschile della Germania ai Campionati Europei ricoprendo il ruolo di vice allenatore di Vital Heynen.
Attualmente collabora con la Lega Pallavolo Serie A nel settore della comunicazione grazie a "VOLLEY ZAP" una rubrica settimanale che gira sui canali social della pallavolo italiana.
Tutti i mercoledi dalle 16 alle 17 su Radio Nettuno va in onda: "In banda con il Brogio" trasmissione sportiva che parla di pallavolo e sport a 360 gradi.